# Dorak
Dorak es una localidad en el distrito (ilçe) de Mustafakemalpaşun, provincia de Bursa, Turquía. Se encuentra situada al sur de Lago Uluabat (también llamado Apaolyont, en turco: Ulubat Gölü), a 40 km al oeste de Bursa y, aproximadamente, a 30 km al sur del mar de Mármara.
Dorak es el supuesto origen de dibujos de artefactos funerarios de la cultura Yortan [2] realizados por el arqueólogo británico James Mellaart (conocido por su descubrimiento del asentamiento neolítico de Çatalhöyük), tomados por personas desconocidas de tumbas poco profundas cercanas durante la Guerra Greco-Turca de 1919-1922. Mellaart fue el foco del asunto Dorak, un escándalo relacionado con un grupo de antigüedades indocumentadas y ocultas, que tuvo lugar en las décadas de 1950 y 1960 en Turquía. Mellaart fue expulsado de Turquía por sospecha de participación en el mercado negro de antigüedades.